# Sosene Anesi
Sosene Anesi (ur. 3 czerwca 1981 w Apii) – rugbysta samoańskiego pochodzenia występujący w formacji ataku, reprezentant Nowej Zelandii zarówno w wersji piętnasto-, jak i siedmioosobowej, złoty medalista Igrzysk Wspólnoty Narodów 2006 i triumfator IRB Sevens World Series w sezonie 2003/2004, trener.

## Młodość
Urodzony na Samoa Anesi przybył do Nowej Zelandii na ostatni rok nauki otrzymawszy stypendium sportowe w St John’s College w Hamilton. Rodzina – prócz Sosene licząca jeszcze czworo braci i dwie siostry – skłaniała się ku tenisowi i lekkoatletyce i w tych dyscyplinach rozpoczął swą sportową karierę. Zwyciężył w tenisowych mistrzostwach regionu Waikato, a jego najlepszy wynik w biegu na 100 metrów wynosił 10,6 s. W rugby zaczął grać w wieku siedemnastu lat, jego szybkość zwróciła uwagę trenerów rugby 7, następnie zwrócił się ku rugby piętnastoosobowemu. W roku 2001 doznał poważnej kontuzji kolana, które wymagało rekonstrukcji. Po powrocie do gry pod koniec tego roku, to samo przydarzyło się z drugim kolanem. Przechodząc rehabilitację opuścił dwa sezony, a pomimo obaw powrócił jednak do dawnej szybkości.

## Kariera klubowa
Reprezentował region Waikato w kategoriach juniorskich, zaś w zespole seniorskim występował od 2003 roku. Kamieniami milowymi były mecze numer 50 i 75, a łącznie wystąpił w 91 spotkaniach. Największym sukcesem w tym okresie był triumf w rozgrywkach National Provincial Championship w 2006, zaś indywidualnie w tym samym roku Anesi otrzymał wyróżnienie dla najlepszego zawodnika regionu, zwyciężył także w klasyfikacji przyłożeń w sezonie 2004. Z zespołem rugby 7 wziął też udział w New Zealand National Rugby Sevens Tournament 2004.
Od roku 2004 trenował z zespołem Chiefs, pełny kontrakt otrzymując rok później i w rozgrywkach Super 12 zadebiutował w pierwszej kolejce tego sezonu w meczu z Waratahs. W 2007 roku miał pięć miesięcy przerwy w grze, bowiem doznał złamania dwóch kręgów szyjnych. W ostatnim sezonie gry dla Chiefs dotarł do finału ligi, gdzie jego zespół wysoko uległ południowoafrykańskim Bulls, a jego część opuścił ze względu na kontuzję ramienia.
Mając problemy z przebiciem się do pierwszego składu Chiefs, gdzie jego konkurencję na pozycjach skrzydłowego i obrońcy stanowili tacy zawodnicy jak Mils Muliaina, Sitiveni Sivivatu i Lelia Masaga, podpisał kontrakt z Waratahs, zastępując zwolnionego Lote Tuqiriego. W zakończonej na półfinale kampanii w 2010 roku zagrał w dwunastu spotkaniach, dopóki nie doznał kontuzji w meczu ze swoją byłą drużyną. Choć w trakcie sezonu stracił miejsce w wyjściowej piętnastce na rzecz Kurtleya Beale'a, przedłużono z nim kontrakt o kolejny rok. Zagrał wówczas w dziewięciu spotkaniach, łącznie zatem w barwach Waratahs w ciągu dwóch sezonów zagrał dwudziestojednokrotnie zdobywając trzy przyłożenia. W tym czasie na poziomie klubowym związany był z Easts, wystąpił także dla Hunters Hill RUFC. W 2010 roku dodatkowo powrócił do Waikato na rozgrywki ITM Cup 2010.
W sezonie 2011/12 reprezentował japoński NTT Shining Arcs. Po powrocie do Australii grał w klubie Parramatta Two Blues początkowo w zespole rezerw, a następnie jako kapitan pierwszej drużyny. W lipcu 2013 roku związał się z RCM Timișoara zostając pierwszym reprezentantem Nowej Zelandii zakontraktowanym przez rumuński klub i już w pierwszym sezonie gry zdobył z zespołem mistrzostwo kraju.

## Kariera reprezentacyjna
W sezonie 1999/2000 występował w samoańskiej kadrze rugby 7. Alama Ieremia namówił go jednak do odrzucenia powołań od Samoańczyków w perspektywie Pucharu Świata 2003, by skupić się na zostaniu jednym z All Blacks.
Pierwszym krokiem w tym kierunku były występy w reprezentacji rugby 7. Walnie przyczynił się do triumfu Nowozelandczyków w sezonie 2003/2004 w sześciu turniejach zdobywając trzydzieści cztery przyłożenia. Pod nieobecność Rico Geara, Leona MacDonalda i Joe Rokocoko znalazł się w składzie All Blacks na początku sezonu 2005. Wszedł z ławki rezerwowych w wysoko wygranym meczu z Fidżi i był to jego jedyny występ w nowozelandzkiej reprezentacji. Również w 2005 roku wyjechał z Junior All Blacks na trzymeczowe tournée do Australii, a w kolejnym roku zagrał z tym zespołem w Pucharze Narodów Pacyfiku.
W 2006 roku Gordon Tietjens ponownie powołał go do kadry rugby 7 i wziął z nią udział w zakończonym triumfem turnieju na Igrzyskach Wspólnoty Narodów, podczas którego zdobył pięć przyłożeń. Znajdował się w szerokim składzie przygotowującym się do Pucharu Świata 2009, z walki o miejsce na ten turniej wyeliminowała go jednak kontuzja.
W 2008 roku wystąpił w barwach Barbarians przeciwko Irlandii.

## Kariera trenerska
W sierpniu 2014 roku został asystentem szkoleniowca RCM Timișoara, część spotkań prowadził także jako pierwszy trener, a zespół zdobył Puchar Rumunii w Rugby Union Mężczyzn 2014.